# Stejnopohlavní manželství v Japonsku
Stejnopohlavní manželství není v Japonsku uzákoněné. Nicméně do r. 2017 přijalo šest měst a několik prefektur vlastní zákony o partnerství osob stejného pohlaví, které jim garantují jistá práva a povinnosti vyplývající z manželství. Japonský rodinný registr (Koseki) dává partnerům stejného pohlaví v některých aspektech práva blízkých osob. Podle posledních průzkumů veřejného mínění by těsná většina Japonců podpořila legalizaci stejnophlavních sňatků nebo partnerství.

## Partnerské certifikáty

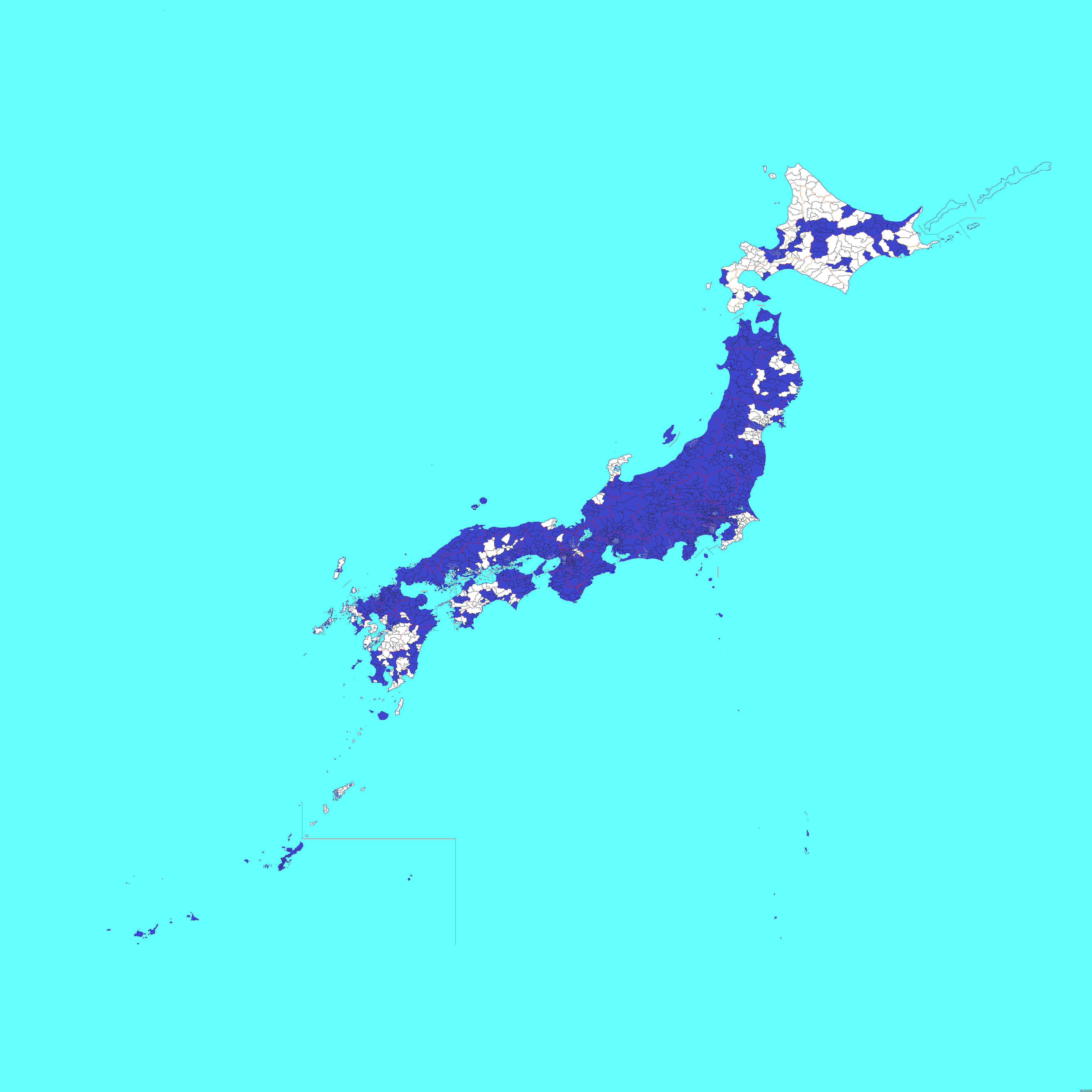
Mapa japonských prefektur, které umožňují párům stejného pohlaví stvrdit své soužití prostřecnictvím certifikátu.
Certifikáty partnerského soužití stejnopohlavních párů
Bez partnerského certifikátu

Od 1. dubna 2015 vydává úřad tokijské čtvrti Šibuja homosexuálním párům zvláštní certifikát o partnerském soužití, který je staví vesměs na stejnou úroveň jako manžele. Přestože není tento dokument oficiálně považován za ekvivalent manželského certifikátu, tak jej lze uplatňovat na některé aspekty partnerského soužití - návštěvy v nemocnicích, informování o zdravotním stavu partnera atd.
V reakci na toto byl ustanoven Zvláštní výbor na ochranu rodiny (japonsky:家族の絆を守る特命委員会 - fonetický přepis kazoku no kizuna wo mamoru tokumei iinkai) federální vládnoucí Liberální demokracied za účelem diskuzi o šibujské vyhlášce o partnerských certifikátech. Ministerstvo spravedlnosti se k tomuto vyjádřilo tak, že vyhláška o partnerském soužití párů stejného pohlaví platná na území Šibuji je kompatibilní s japonským právem, neboť neexistuje žádný právní předpis, který by zakazoval legalizaci "partnerství" stejnopohlavních párů. Partnerský certifikát navíc není obdobou manželského certifikátu.
V červenci 2015 oznámila záměr legalizovat partnerské soužití párů stejného pohlaví také čtvrť Setagaya. Příslušná vyhláška začala platit 5. listopadu téhož roku. 30. listopadu 2015 oznámilo město Takarazuka, prefektura Hjógo, že od 1. června 2016 budou moci homosexuální páry uzavírat na jeho území partnerství. V prosinci 2015 přijalo zastupitelstvo města Iga, prefektura Mie, vyhlášku o partnerských certifikátech, které začne homosexuálním párům vydávat od 1. dubna 2016. 22. února 2016 oznámilo Naha, hlavní město prefektury Okinawa, že od 8. července 2016 začne taktéž uznávat stejnopohlavní partnerství prostřednictvím certifikátu.
V dubnu 2016 zahájily LGBT lidskoprávní skupiny kampaň za uznávání homosexuální partnerství ve městě Sapporo, hlavním městě prefektury Hokkaidó. V prosinci 2016 oznámili tamní úřady, že zastupitelstvo dokončí práce na příslušné vyhlášce koncem března 2017. V březnu oznámilo městské zastupitelstvo, že vyhláška o partnerských certifikátech začne platit od 1. června 2017. Partnerství stvrzená certifikátem pak získají právo na vzájemné životní pojištění a jiné benefity. Podle místních anket cca 1500 lidí souhlasí s takovou legislativu, zatímco někteří jsou proti. Sapporo se stalo prvním japonským velkoměstem, které začalo uznávat stejnopohlavní svazky.
14. února 2018 oznámilo zastupitelstvo města Fukuoka, že od dubna 2018 umožní homosexuálním i heterosexuálním párům úředně stvrdit svůj svazek prostřednictvím partnerského certifikátu.
Momentálně se konají diskuze na téma partnerských certifikátu v Čibě a Jokohamě.

### Seznam
- Šibuja, Tokio (2015)
- Setagaya, Tokio (2015)
- Iga, prefektura Mie (2016)
- Takarazuka, prefektura Hjógo (2016)
- Naha, prefektura Okinawa (2016)
- Sapporo, prefektura Hokkaidó (2017)
- Fukuoka, Fukuoka, prefektura Fukuoka (2018)

## Manželství

### Pozadí
27. března 2009 bylo zdokumentováno, že Japonsko umožní svým občanům uzavřít sňatek se svými zahraničními protějšky, pokud se nachází v zemi, kde je stejnopohlavní manželství legální. Japonsko dosud nelegalizovalo stejnopohlavní manželství, a dokonce i odmítalo vydávat svým občanům potřebné dokumenty pro uzavření zahraničního manželství, je-li jejich nastávající stejného pohlaví. Z tohoto důvodu vydalo Ministerstvo spravedlnosti novou směrnici nařizující místním úřadům vydat žadatelům o zahraniční sňatek potřebný dokument, i když jej chtějí uzavřít s osobou stejného pohlaví.
V červnu 2011 oznámil zástupce opata zen-buddhistického chrámu v Kjótu, že si během probíhajícího Měsíce gay a lesbické hrdosti budou moci homosexuální páry uspořádat v jeho prostorách svatební obřad.
15. května 2012 se v Tokyo Disney Resort, v hotelu Cinderella's Castle, uskutečnily symbolické (právně neuznané) homosexuální svatby. On March 3, 2013, its first same-sex marriage was held. Koyuki Higashi si tam vzal svého partnera, který byl identifikován pod jménem Hiroko.

### Ústava
Článek 24 japonské ústavy říká: "Manželství je založené na vzájemném souhlasu jedinců obou pohlaví, kteří si jsou v jeho rámci rovni, a kteří jsou mají vůči sobě vzájemná práva a povinnosti plynoucí z postavení manžela a manželky." Před touto definicí bylo v Japonsku možné uzavřít manželství pouze za souhlasu hlavy rodiny (otce nebo nejstaršího syna) nastávající nevěsty. Z tohoto důvodu byla většina uzavřených manželství domluvená. Ty páry, kterým se nepodařilo získat požehnání od otce nevěsty, byly nuceny žít v anglosaském manželství.
Účelem článku 23 nové ústavy byla svobodná vůle dospělých jedinců, kteří chtějí společně vstoupit do manželství, a rovné postavení obou pohlaví v něm. Manželství mělo být chápáno jako svazek manžela a manželky. Někteří právní experti argumentují, že vzhledem k absenci zmínky o manželství osob stejného pohlaví v příslušném článku není potřeba lobbovat za legalizaci stejnopohlavních sňatků. Nicméně konzervativní právníci a právní experti vidí v textu článku o manželství explicitní zmínku o nutnosti rozdílnosti pohlaví, a tudíž na tomto základě vyvracejí argumenty svých oponentů. 
V únoru 2015 se v japonském parlamentu diskutovalo o tom, zda by měla být přijata ústavní novela umožňující párům stejného pohlaví uzavřít manželství. Kota Matsuda, člen Sněmovny radních, řekl:
| „ | Je potřeba vyeliminovat veškeré obtíže, na které naráží domácnosti tvořené páry stejného pohlaví. A abychom toho dosáhli, musíme se začít zabývat článkem 24 ústavy. | “ |

Japonský premiér Šinzo Abe se k tomu vyjádřil takto:
| „ | Rozšíření instituce manželství na páry stejného pohlaví není jenom technickou záležitostí spočívající ve změně stávající ústavy. Jedná se totiž o něco, co může výrazným způsobem poškodit tradiční rodinné hodnoty, a proto zastávám názor, že bychom měli být velmi opatrní. | “ |

## Veřejné mínění
Průzkum Ipsos z května 2013 shledal, že se během rozhovorů s více než tisícem dospělých Japonců jen 24 % respondentů vyslovilo pro stejnopohlavní manželství a 27 % pro jinou formu právně uznávaných stejnopohlavních svazků. Ipsos z dubna 2014 ukázal, že 26 % Japonců podporuje stejnopohlavní manželství a 24 % je pro jiný právní rámec stejnopohlavního soužití. V Ipsosu z května 2015 se pro sňatky párů stejného pohlaví vyslovilo 30 % respndentů a dalších 28 % bylo pro jinou formu stejnopohlavního soužití, tzn. že 58 % Japonců by homosexuálním párům přiznalo právo na úřední stvrzení svého soužití.
V anketě Nihon Yoron Chōsa-kai uskutečněné v období od 1. - 2. března 2014 se 42,3 % Japonců vyslovilo pro stejnopohlavní manželství, zatímco 52,4 % bylo proti.  Jiný průzkum od společnosti FNN z dubna 2015 ukázal, že 59 % respondentů podporuje vyhlášku o partnerských certifikátech pro páry stejného pohlaví platnou na území Šibuji a 53 % podporuje stejnopohlavní manželství. Nejaktuálnější průzkum z listopadu 2015 shledal, že těsná většina Japonců (51 %) podporuje stejnopohlavní manželství, partnerství a svazky.